# Thilo Marauhn
Thilo Marauhn ( Lüdenscheid, 30 de abril de 1963) é um jurista e professor alemão da área de direito internacional público. Atualmente, Marauhn é o responsável pela cadeira de "Direito Público e Direito Internacional Público" na Universidade de Giessen (JLU) e é professor visitante com caráter permanente na Universidade de Lucerna, onde leciona teoria constitucional desde 2001. Ainda, Marauhn faz parte do conselho administrativo do Instituto Franz Liszt de direito internacional e comparado e do comitê diretivo do centro de graduação em ciências sociais, econômicas e jurídicas da Universidade de Giessen.
Além disso, Marauhn trabalha como chefe de pesquisa em direito internacional no "Instituto de Hessen para a Pesquisa de Paz e Conflitos" (HSFK) desde 2016, e é o atual presidente da Comissão Internacional para o Apuramento dos Fatos relativos a violações de direito internacional humanitário desde 2017.

## Biografia
Após seus estudos em direito e em relações internacionais na Universidade de Mannheim (1983-1985), na University College of Wales (1985-1986), na Universidade de Bonn (1986-1987), e na Universidade de Heidelberg (1987-1990), ele obteve o título de doutor em 1994 com o tema "A base jurídica da recusa alemã a armas químicas", finalizando o doutorado com summa cum laude.
Após isso, em 1995 Marauhn obteve um mestrado em filosofia (M.Phil.) na Universidade de Wales. De 1990 a 2001 trabalhou como pesquisador no Instituto Max Planck de direito internacional público e direito público comparado em Heidelberg. Nos anos de 1995, 1996, 1999 e 2000 trabalhou como docente na Universidade de Frankfurt. Em 2000 ele obteve o título alemão que permite a carreira como professor universitário, conhecido como "Habilitation". Para isso, trabalhou na seguinte tese: "Reconstrução de direitos fundamentais sociais como uma categoria normativa".
Após a sua primeira cátedra na Universidade de Strathclyde (em Glasgow), ele passou a trabalhar como professor na cadeira de Direito Público, Direito Internacional público e Direito Europeu na faculdade de direito da Universidade de Giessen em 2001, tendo sido o decano do departamento de 2006 a 2009.

## Funções
Além das funções elencadas acima, Marauhn trabalhou ou trabalha nas posições indicadas a seguir.
Ele trabalhou como professor visitante em diversas universidades, como por exemplo na Universidade da Lapônia (Finlândia), na Universidade de Bergen (Noruega), na Universidade de Warwick (Reino Unido), na California Western School of Law, e na Universidade de Wisconsin-Madison (EUA).
Além disso, é co-diretor do curso de verão americano-alemão em parceria com a Universidade de Wisconsin e Universidade Marquette desde 2009.
Marauhn é presidente do comitê de especialistas em Direito Internacional Humanitário da Cruz Vermelha Alemã desde 2014, data em que também assumiu a chefia de pesquisa no centro de pesquisa com foco em dinâmicas da segurança.
Marauhn, ainda, trabalhou como consultor jurídico de diferentes organizações, como a organização sueca para o desenvolvimento e a sociedade alemã para a cooperação internacional em relação ao projeto das Nações Unidas para o desenvolvimento urbano sustentável. Também elaborou pareceres para importantes instituições, como para o Parlamento alemão sobre o uso de armas químicas. De 2004 a 2006, ele foi membro do conselho científico da Fundação Alemã para a Pesquisa da Paz .
Marauhn é, entre outros, membro do conselho consultivo do ministério de relações exteriores alemão na ONU desde 2008, e membro do conselho consultivo da Fundação para o Desenvolvimento e a Paz desde 2009.
Thilo Marauhn é membro, entre outros, da Associação alemã de professores de direito do estado, da sociedade de direito africano, da sociedade europeia de direito internacional, e faz parte do corpo editorial de revistas jurídicas como o Journal of Conflict and Security Law (Oxford University Press), e o Humanitäres Völkerrecht - Inbformationsschriften.

## Principais obras
- EMRK/GG. Konkordanzkommentar zum europäischen und deutschen Grundrechtsschutz, hrsg. zus. mit Rainer Grote (Gesamtredaktion: Konstantin Meljnik), Tübingen (Mohr Siebeck), 2006,
- EMRK/GG. Konkordanzkommentar zum europäischen und deutschen Grundrechtsschutz, 2 Bände, hrsg. zus. mit Oliver Dörr und Rainer Grote, 2. Aufl., Tübingen (Mohr Siebeck), 2013,
- The Regulation of International Financial Markets, hrsg. zus. mit Rainer Grote, Cambridge (Cambridge University Press), 2006,
- Making Treaties Work, hrsg. zus. mit Geir Ulfstein und Andreas Zimmermann, Cambridge (Cambridge University Press), 2007,
- International Environmental Law (zus. mit Ulrich Beyerlin), Oxford (Hart), 2011,
- Universality and Continuity in International Law, hrsg. zus. mit Heinhard Steiger, Den Haag (Eleven International Publishing), 2011,

## Prêmios
Alguns dos prêmios recebidos pelo professor incluem:
- 2000: Prêmio da tese de habilitação com o Prêmio Werner-Pünder pelo melhor trabalho científico da Universidade de Frankfurt com o tema "Liberdade e totalitarismo / direito constitucional e história política das idéias desde o século XIX".
- 2003: Prêmio Wolfgang Mittermaier da Universidade de Gießen por excelência em ensino.
- 2010: Prêmio de excelência em ensino concedido pelo governo estadual de Hessen e pela Fundação Hertie pelo projeto "Clínica de direito internacional dos refugiados"[1]
- 2016: Membro senior do grupo de pesquisa "the international rule of law - rise or decline?" em Berlim.